# Сергиополь (Башкортостан)
Сергиопо́ль (баш. Сергиополь) — деревня в Давлекановском районе Республики Башкортостан. Расположена буквально в 6 км от центра района Давлеканово.

## География

### Географическое положение
Ближайшие населённые пункты: Каранбаш, Тавричанка, Комсомольский.
Расстояние до:
- районного центра (Давлеканово): 6 км
- ближайшей ж/д станции (Давлеканово): 6 км[3]

## История
Основана в конце XIX века переселенцами из центральных губерний России. Название связано с почитанием Сергия Радонежского — вероятно, в деревне существовала часовня или молельный дом в его честь.

## Инфраструктура
- МБОУ Сергиопольская СОШ
- Фельдшерско-акушерский пункт
- Торговая точка с выпечкой и хлебом

## Транспорт
Деревня имеет удобное сообщение с Давлеканово.

## Население
| 2002 | 2009 | 2010 |
| ---- | ---- | ---- |
| 396  | ↘380 | ↘362 |